# Eisenstadt-Umgebung
Het politieke district Bezirk Eisenstadt-Umgebung in de Oostenrijkse deelstaat Burgenland bestaat uit de volgende gemeenten en plaatsen:
- Breitenbrunn
- Donnerskirchen
- Großhöflein
- Hornstein
- Klingenbach
- Leithaprodersdorf
- Loretto
- Mörbisch am See
- Müllendorf
- Neufeld an der Leitha
- Oggau am Neusiedler See
- Oslip
- Purbach am Neusiedler See
- Sankt Margarethen im Burgenland
- Schützen am Gebirge
- Siegendorf
- Steinbrunn
- Stotzing
- Trausdorf an der Wulka
- Wimpassing an der Leitha
- Wulkaprodersdorf
- Zagersdorf
- Zillingtal